# Битва под Владимиром-Волынским
Собственно это были бои за Ковель, Владимир-Волынский, Ровно и Луцк, которые начались в январе 1919 и продолжались до мая.

## Зима 1919
В конце января 1919 РККА нанёс удар по войскам УНР на Полесье в районе Сарны, Коростеня и Ковеля. Этим воспользовались поляки, начав общее наступление на северной части всего польско-украинского фронта. Таким образом, украинские части на Волыни оказались зажатыми между двумя противниками - Польшей и большевиками. Несмотря на это, они смогли удержаться в этом регионе. В феврале командиром фронта на Волыни стал генерал Осецкий, которому удалось с полупартизанских отрядов создать регулярные армейские полки, которые были объединены в Серый корпус - около 3 тысяч штыков и Холмской группу - около 5000 штыков. На польской стороне также произошли структурные изменения. Командующим фронтом, направленным против частей УНР, стал генерал Довбор-Мусицький, а командиром основной ударной группы, наступавшей на Волыни (3000 штыков), стал генерал Ридз-Смиглы. Взыскав все пешие и пушечные полки Сечевых Стрельцов с техническими частями к тыловому Проскурова в конце февраля для восстановления сил, Евгений Коновалец оставил на волынском фронте лишь один полк с бронепоездом «Стрелец». Следующее наступление польских войск на Волыни начался 3 и завершился 8 марта. Регулярной польской армии активно помогали местные жители-поляки. Они орудовали в тылу украинской армии, занимаясь диверсиями; в результате польские части взяли под контроль Владимир-Волынский и несколько населенных пунктов Волыни, но крупные города Луцк и Ровно, как и ранее остались украинскими.

## Март
19 марта РККА захватывает Жмеринку, Действенная Армия УНР становится расколотой на три части - Северную, Южную и Проскуровская. 26 марта в районе Ковеля и Владимира-Волынского поляки разбили Ковальский отряд армии УНР, перешли реку Стоход и начали наступление, угрожая Луцку. 30 марта польский руководитель Юзеф Пилсудский подписывает приказ о создании Волынского фронта. Весной 1919. Тот факт, что Красная Армия в районе Овруча начала военные действия против врага ЗУНР - Польши, местное крестьянство и рядовые стрельцы восприняли с энтузиазмом. Тогда поднял мятеж курень Галицкой Армии, расквартированный в Кристинополе у Сокаля. Под лозунгами: «Хотим соединиться с большевиками против поляков», «Мы сами бессильны на фронте, тысячи погибли, а наши господа ведут переговоры с поляками» более трех четвертей куреня отправилось в направлении Радехова для объединения с Красной Армией. 26 апреля отказалась идти на фронт военная сотня, которая была дислоцирована в Давиду под Львовом.

## Завершение
К середине мая на фронте сил УНР с Польшей продолжалось относительное затишье. Польша использовала его, чтобы перебросить из Франции шестидесятитысячную польскую армию генерала Юзефа Галлера на Галицкий фронт, разгромить УГА и полностью занять Галицию и Волынь. Пилсудский приказал польской армии нанести удары по флангам УГА и выйти на линию Броды - Коломыя. Из армии Галлера была выделена ударная группа генерала Карницкого (около 5000 штыков и сабель, 19 орудий), которая вместе с частями Ридз-Смиглы должна была ударить на Луцк и отбросить армию УНР. На 150-километровом холмскому фронте в украинских частях числились 22000 штыков, однако во фронтовых соединениях насчитывалось не более 8000. Первый корпус генерала Одри (до 27000 штыков и сабель) должен был наступать на Сокаль - Броды и, разгромив Первый корпус УГА, вышел в тыл Второму корпуса УГА. Ситуация была тем более отчаянной, что по состоянию на 13 мая Директория УНР находилась в Радивилове . Офензива польских войск началась ударом 14 мая на севере. 14 мая части армии Галлера прогнули фронт Волынской группы армии УНР и вошли в тылу армии УНР и Галицкой армии. 15 мая 25-тысячная группировка нанесла сильный удар по обороне 3-го корпуса, 16 мая командиры вынуждены сдаться в польский плен по приказу генерала Осецкого; только в Луцке в плен сдались около тысячи солдат и более 100 офицеров армии УНР. В первый день наступления части корпуса Галлера прорвали фронт Первого корпуса УГА от Львова и Равы-Русской на Жовкву и Сокаль. До 16 мая фронт Первого корпуса был полностью разбит. В плену оказались генералы Осецкий, Мартынюк, Ерошевич, штабы Холмской группы и Серого корпуса. Остатки разгромленного фронта стремились прорваться в Тернополь, где находились части УГА. 16 мая поляками был занят Луцк. Ликвидация польскими силами Северного фронта заставила правительство УНР и Директорию спешно эвакуироваться из Радивилова на территорию ЗОУНР - до Красного, Поступного в Золочев, потом Тернополь. Уже 18 мая до командования польской армии отправлена военная миссия УНР, возглавляемая подполковником Левчуком с предложением о прекращении боевых действий и заключения перемирия. 19 мая красноармейцы заняли Ровно.